# Run, Sheep, Run!
Run, Sheep, Run! est un court métrage d'animation américain, en couleur de la série des Happy Harmonies réalisé par Hugh Harman, sorti le 14 décembre 1935.
Il fait aussi partie des films ayant pour personnage principal Bosko.

## Fiche technique
- Titre : Run, Sheep, Run!
- Série : Happy Harmonies
- Réalisateur : Hugh Harman
- Voix : Carman Maxwell (Bosko)
- Producteur : Hugh Harman, Rudolf Ising
- Production : Harman-Ising Studio
- Distributeur : Metro-Goldwyn-Mayer
- Date de sortie[1] : 14 décembre 1935
- Format d'image : Couleur (Cinecolor)
- Son : Mono (Vitaphone[1])
- Musique originale : Scott Bradley
- Durée : 10 min 23
- Langue : (en)
- Pays de production :  États-Unis